# Opel Rekord B
La Rekord B è un'autovettura di fascia medio-alta prodotta dal 1965 al 1966 dalla Casa automobilistica tedesca Opel.

## Storia e profilo
La Rekord B fu una vettura di transizione: infatti, se al momento del lancio della precedente Rekord A fu già in atto il progetto relativo alla vettura che l'avrebbe sostituita, fu anche vero che tale progetto non fu portato a maturazione in tempo per il 1965, ragion per cui si decise di realizzare un modello intermedio fra la Rekord A e il vero modello che era nelle menti dei progettisti Opel (e che successivamente sarebbe stato lanciato come Rekord C). La presentazione della Rekord B alla stampa avvenne il 30 agosto 1965.

### Caratteristiche
Stilisticamente la Rekord B mantenne la stessa impostazione delle sue varianti di carrozzeria e la distribuzione dei volumi in ognuna di esse. A cambiare esternamente, rispetto alla Rekord A, furono soprattutto il frontale e la coda. Mentre il primo fu ora dotato di grossi proiettori rettangolari e di una calandra a sottili listelli orizzontali cromati, sulla falsariga delle ammiraglie della famiglia KAD (Kapitän/Admiral/Diplomat), la seconda rinunciò invece ai sottili gruppi ottici a sviluppo orizzontale per tornare alla soluzione dei faretti tondi sdoppiati. Internamente non vi furono invece novità di sorta.
Se dal punto di vista stilistico la Rekord B non propose molte novità, lo stesso non si poté dire sul piano tecnico, non tanto per quanto riguardava il telaio e la sua meccanica, dove le uniche differenze sostanziali furono il leggero allargamento delle carreggiate e i freni a disco anteriori di serie su tutta la gamma, quanto per l'arrivo di una nuova gamma di motori ad equipaggiare quasi tutte le versioni della gamma. Questa gamma di motori si caratterizzò per il nuovo schema di distribuzione di tipo monoalbero in testa e soppiantò gli ormai anacronistici motori di concezione pre-bellica. Nel caso del Rekord B, ciò valse unicamente per i motori a 4 cilindri, anche se proprio in quel periodo, nei modelli Opel di fascia superiore avevano debuttato anche le prime unità monoalbero a 6 cilindri. Infatti, l'unità a 6 cilindri utilizzata per la versione di punta della gamma Rekord B fu la stessa da 2,6 litri già utilizzata anche per la top di gamma della Rekord A, quindi decisamente superata. In breve, questi furono i motori previsti per la gamma Rekord B:
- 1.5: nuovo motore CIH Four da 1492 cm³ con potenza massima di 60 CV;
- 1.7 S: motore CIH Four da 1698 cm³ con potenza massima di 75 CV;
- 1.9 S: motore CIH Four da 1897 cm³ con potenza massima di 90 CV;
- 2.6: motore OHV Six da 2605 cm³ con potenza massima di 100 CV.

Per il solo mercato austriaco, il motore da 2,6 litri fu sostituito da un più moderno motore da 2,5 litri monoalbero in testa con cilindrata di 2483 cm³ e potenza massima di 112 CV. Tale motore divenne quindi l'unica e sola eccezione in una gamma che nelle versioni di punta rimase ancora fedele al vecchio 6 cilindri a valvole in testa.
Per quanto riguardava altre differenze tecniche tra la Rekord A e la Rekord B, quest'ultima disponeva di impianto elettrico da 12 V per tutte le versioni della gamma. Quanto alla trasmissione, un cambio manuale a 3 marce fu previsto in abbinamento a tutti i motori a 4 cilindri, mentre quello a 6 cilindri venne accoppiato ad un cambio manuale a 4 marce. Quest'ultima variante di cambio fu comunque prevista a richiesta con sovrapprezzo per le motorizzazioni minori. La versione 1.9, in particolare, poté essere ordinata anche con un cambio automatico Powerglide a 2 rapporti.

### La breve carriera commerciale dellaRekord B
La Rekord B fu disponibile fin da subito come berlina a 2 o a 4 porte, come giardinetta Caravan, come van o come coupé, quindi le stesse varianti di carrozzeria previste a suo tempo per la Rekord A. Fin da subito fu previsto anche un allestimento L (Luxus) disponibile a richiesta in abbinamento ai motori 1.7 e 1.9 e solo con carrozzeria berlina a 4 porte. Data la sua già citata natura di modello di transizione e quindi anche la sua breve carriera commerciale, durante la commercializzazione della Rekord B non vi fu quasi nessun aggiornamento alla gamma. L'unico veramente degno di nota fu l'arrivo, nel febbraio del 1966, dell'allestimento L esteso anche alle versioni berlina a 2 porte e al motore 1.5 di base. Si trattò comunque di un esperimento commerciale volto a testare il gradimento della clientela verso simili abbinamenti. In totale, nel corso dei cinque mesi di commercializzazione rimanenti, le versioni L a 2 porte furono prodotte in 5.447 esemplari, di cui 1.631 con motore da 1,5 litri.
La produzione della Rekord B cessò nel mese di luglio del 1966 dopo un totale di oltre 300.000 esemplari prodotti, una cifra tutt'altro che trascurabile per una vettura prodotta solamente per un anno.
| Berlina 2 porte | Berlina 4 porte | Coupé | Caravan |
| --------------- | --------------- | ----- | ------- |
|                 |                 |       |         |

### Tabella riepilogativa
Di seguito vengono riepilogate le caratteristiche della Rekord B nell'arco della sua breve carriera commerciale:
| Opel Rekord B (1965–66)              |             |             |            |                |                |                    |                    |              |                     |                    |                    |                    |                          |
| Modello                              | Carrozzeria | Motore      | Cilindrata | Potenza CV/rpm | Coppia Nm/rpm  | Cambio/ n°rapporti | Massa a vuoto (kg) | Velocità max | Acceler. 0–100 km/h | Consumo (l/100 km) | Anni di produzione | Esemplari prodotti | Prezzo all'epoca (in DM) |
| Rekord 1.5                           | Berlina 2p  | 15N         | 1492       | 60/4800        | 105/ 2800-3600 | Manuale 3 marce    | 990                | 133          | 22"                 | 11                 | 08/1965-07/1966    | 58.772             | 6.980                    |
| Rekord 1.5                           | Berlina 4p  | 15N         | 1492       | 60/4800        | 105/ 2800-3600 | Manuale 3 marce    | 1.015              | 133          | 22"                 | 11                 | 08/1965-07/1966    | 11.274             | 7.380                    |
| Rekord 1.5                           | Caravan     | 15N         | 1492       | 60/4800        | 105/ 2800-3600 | Manuale 3 marce    | 1.045              | 133          | 24"                 | 11,5               | 08/1965-07/1966    | 14.926             | 7.285                    |
| Rekord 1.5                           | Furgonetta  | 15N         | 1492       | 60/4800        | 105/ 2800-3600 | Manuale 3 marce    | 1.060              | 133          | 24"                 | 11,5               | 08/1965-07/1966    | 2.901              | 6.850                    |
| Rekord 1.5 L                         | Berlina 2p  | 15N         | 1492       | 60/4800        | 105/ 2800-3600 | Manuale 4 marce    | 1.000              | 133          | 22"                 | 11                 | 02/1966-07/1966    | 1.631              | 7.635                    |
| Rekord 1.7 S                         | Berlina 2p  | 17S         | 1698       | 75/5200        | 130/ 2500-2900 | Manuale 3 marce    | 990                | 150          | 17"                 | 12                 | 08/1965-07/1966    | 54.341             | 7.075                    |
| Rekord 1.7 S                         | Berlina 4p  | 17S         | 1698       | 75/5200        | 130/ 2500-2900 | Manuale 3 marce    | 1.015              | 150          | 17"                 | 12                 | 08/1965-07/1966    | 26.925             | 7.475                    |
| Rekord 1.7 S                         | Coupé       | 17S         | 1698       | 75/5200        | 130/ 2500-2900 | Manuale 3 marce    | 990                | 150          | 17"                 | 12                 | 08/1965-07/1966    | 10.697             | 8.070                    |
| Rekord 1.7 S                         | Caravan     | 17S         | 1698       | 75/5200        | 130/ 2500-2900 | Manuale 3 marce    | 1.045              | 146          | 21"5                | 12,5               | 08/1965-07/1966    | 22.980             | 7.380                    |
| Rekord 1.7 S                         | Furgonetta  | 17S         | 1698       | 75/5200        | 130/ 2500-2900 | Manuale 3 marce    | 1.060              | 146          | 21"5                | 12,5               | 08/1965-07/1966    | 4.637              | 6.945                    |
| Rekord 1.7 L                         | Berlina 2p  | 17S         | 1698       | 75/5200        | 130/ 2500-2900 | Manuale 4 marce    | 1.000              | 150          | 17"                 | 12                 | 02/1966-07/1966    | 2.999              | 7.720                    |
| Rekord 1.7 L                         | Berlina 4p  | 17S         | 1698       | 75/5200        | 130/ 2500-2900 | Manuale 4 marce    | 1.025              | 150          | 17"                 | 12                 | 08/1965-07/1966    | 23.389             | 8.225                    |
| Rekord 1.9 S                         | Berlina 2p  | 19S         | 1897       | 90/5100        | 149/ 2500-3100 | Manuale 3 marce    | 990                | 158          | 14"5                | 12                 | 08/1965-07/1966    | 16.584             | 7.375                    |
| Rekord 1.9 S                         | Berlina 4p  | 19S         | 1897       | 90/5100        | 149/ 2500-3100 | Manuale 3 marce    | 1.015              | 158          | 14"5                | 12                 | 08/1965-07/1966    | 5.811              | 7.775                    |
| Rekord 1.9 S                         | Coupé       | 19S         | 1897       | 90/5100        | 149/ 2500-3100 | Manuale 3 marce    | 990                | 162          | 13"5                | 12                 | 08/1965-07/1966    | 14.001             | 8.465                    |
| Rekord 1.9 S                         | Caravan     | 19S         | 1897       | 90/5100        | 149/ 2500-3100 | Manuale 3 marce    | 1.045              | 158          | 15"                 | 12,5               | 08/1965-07/1966    | 6.892              | 7.680                    |
| Rekord 1.9 S                         | Furgonetta  | 19S         | 1897       | 90/5100        | 149/ 2500-3100 | Manuale 3 marce    | 1.060              | 158          | 15"                 | 12,5               | 08/1965-07/1966    | 294                | 7.245                    |
| Rekord 1.9 L                         | Berlina 2p  | 19S         | 1897       | 90/5100        | 149/ 2500-3100 | Manuale 4 marce    | 1.025              | 158          | 14"5                | 12                 | 02/1966-07/1966    | 817                | 8.020                    |
| Rekord 1.9 L                         | Berlina 4p  | 19S         | 1897       | 90/5100        | 149/ 2500-3100 | Manuale 4 marce    | 1.025              | 158          | 14"5                | 12                 | 08/1965-07/1966    | 18.443             | 8.525                    |
| Rekord L-6 2.51                      | Berlina 4p  | 25S         | 2483       | 112/4800       | 179/3400       | Manuale 4 marce    | 1.135              | 165          | 14"                 | 12                 | 08/1965-07/1966    | 120                | - 1                      |
| Rekord L-6 2.51                      | Coupé       | 25S         | 2483       | 112/4800       | 179/3400       | Manuale 4 marce    | 1.115              | 170          | 14"                 | 12                 | 08/1965-07/1966    | 144                | - 1                      |
| Rekord L-6 2.6                       | Berlina 4p  | OHV Six 2.6 | 2605       | 100/4600       | 185/2400       | Manuale 4 marce    | 1.135              | 163          | 14"                 | 12                 | 08/1965-07/1966    | 1.606              | 9.370                    |
| Rekord L-6 2.6                       | Coupé       | OHV Six 2.6 | 2605       | 100/4600       | 185/2400       | Manuale 4 marce    | 1.115              | 170          | 14"                 | 12                 | 08/1965-07/1966    | 1.833              | 9.310                    |
| Note: 1Solo per il mercato austriaco |             |             |            |                |                |                    |                    |              |                     |                    |                    |                    |                          |

### Attività sportiva
La Rekord B, nonostante la breve durata della sua carriera commerciale ebbe comunque dei trascorsi sportivi di alto livello, a tal punto da spingere la Casa di Rüsselsheim a dedicarsi maggiormente all'attività sportiva anche per avere un maggior riscontro pubblicitario presso la potenziale clientela. Fu lo svedese Lillebror Nasenius a trascinare la Rekord B con motore 1.9 verso risultati notevoli. A cominciare dal Rally Monaco-Vienna-Budapest, che nel 1966 vide trionfare proprio Nasenius. Altri risultati notevoli furono quelli raggiunti sempre nel 1966 al Rally di Svezia e al Mille Laghi.